# IC50

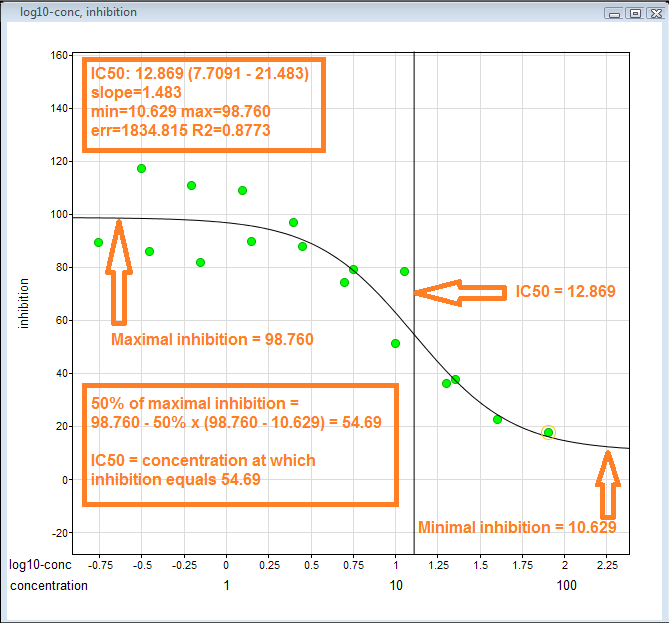
IC_{50}値の導出方法を視覚的に示した図。阻害率を縦軸に、log(濃度)を横軸にしてデータを配置し、阻害率の最大値と最小値を特定し、曲線が50%の阻害率を通過するときの濃度をIC_{50}とする。

IC50（アイシーフィフティ）、50%阻害濃度（50パーセントそがいのうど）または半数阻害濃度（はんすうそがいのうど）とは、化合物の生物学的または生化学的阻害作用の有効度を示す値である。どの濃度で、その薬物（毒など）が標的としている物の半数（50％）の働きを阻害できるかを示す。

## 概要
IC50は元来英語の"half maximal (50%) inhibitory concentration"の略語であるが、現在ではIC50の表記の方が一般的である。しばしば対象にされる化合物とは医薬品候補化合物である。この定量的値は、特定の薬物もしくはその他の物質（阻害剤）が注目する生物学的プロセス（もしくはプロセスの要素、例えば酵素、細胞、受容体、微生物）の半数を阻害するにはどれだけの濃度が必要かを示し、より低い値を示す化合物は阻害剤としての活性がより高いと言える。IC50は薬学研究において阻害剤の有効性を示す値として広く用いられている。便宜上-log IC50で算出されるpIC50が代わりに用いられることもある。この場合より大きな値は指数関数的により大きな有効性を示している。FDA（アメリカ食品医薬品局）によればIC50はin vitroにおける50%阻害のために必要な薬物の濃度を表している。 
このことはEC50の場合と対照的である。EC50は50%の効果を示す濃度のことであるが、この場合はin vivoでの血漿中濃度を意味している。

## IC50の決定法

### 機能的アンタゴニスト試験（Functional antagonist assay）
ある薬物のIC50を決定するには、用量反応関係を明らかにし、異なった濃度のアンタゴニスト（薬物）がどのようにアゴニスト活性を抑制するかを調べる必要がある。注目するアンタゴニストのIC50値は、アゴニストの生物学的作用の最大値の半数が阻害されるために必要なアンタゴニストの濃度を決定することで算出される。
IC50値は測定条件に依存する。一般的に、より高い濃度の阻害剤はアゴニスト活性をより低く抑える。IC50値は酵素の濃度が増加すると共に増加する。さらに、阻害の種類によりその他の因子がIC50値に影響することがある。ATP依存の酵素の場合、IC50値は（拮抗阻害の場合は特に）ATPの濃度と相互依存性を持つ。IC50値は2種類の阻害剤の有効性を比較するために用いられる。

### 競合結合試験
この試験においては、単一濃度の放射性リガンド（通常アゴニスト）がそれぞれの試験管に使用される。通常、その解離定数値（Kd）と同じかより低濃度のリガンドが試験に用いられる。一定範囲の様々な濃度のその他の競合する非放射性化合物（通常拮抗剤）をそれぞれの試験管に加えた後、放射性リガンドの有効性を測定することで、特定の放射性リガンドの結合のレベルが決定される。競合曲線は計算によりロジスティック関数に回帰される。 この場合IC50は、放射性リガンドの全結合のうち50%が置換された時の競合するリガンドの濃度である。IC50値はチェン＝プルソフ（Cheng-Prusoff）式に従い絶対阻害定数（Ki）に変換される。

#### IC50と親和性
チェン＝プルソフ式によればIC50と親和性は少なくとも競争するアゴニストと拮抗剤の間では関連があると言えるが、IC50は親和性を示す直接的な指標ではない。
{\displaystyle K_{i}={\frac {IC_{50}}{1+{\frac {[S]}{K_{m}}}}}}
ここで、Ki は阻害物質の結合親和性、 IC50は阻害物質の機能的強度、[S]は基質の濃度、Kmは酵素活性が最大値の半分となる時の基質の濃度である（Kmはしばしば基質の酵素に対する親和性と混同されるが誤りである）。
その他に、細胞受容体に対する阻害定数については以下の式で表わされる。
{\displaystyle K_{i}={\frac {IC_{50}}{{\frac {[A]}{EC_{50}}}+1}}}
ここで [A] はアゴニストの固定濃度、EC50は受容体の最大活性の半分を生じさせるアゴニストの濃度である。ある化合物のIC50値は放射性リガンドの濃度に依存して実験毎に変化しうるが、Kiは絶対的な値である。Kiは薬物の阻害定数であり、放射性リガンドが存在しないならば、競合試験において受容体の50％を占める競合リガンドの濃度となる。
チェン＝プルソフ式は高いアゴニスト濃度においてよい推定値を与えるが、低いアゴニスト濃度では、Kiを実際より高くあるいは低く見積もる。これらの条件では、その他の解析法が推奨されている。